# مايك شيلدون
مايك شيلدون (بالإنجليزية: Mike Sheldon)‏ هو لاعب كرة قدم أمريكية أمريكي، ولد في 8 يونيو 1973 في هينديل في الولايات المتحدة.

## وصلات خارجية
- مايك شيلدون على موقع مرجع كرة القدم المحترفة.كوم (الإنجليزية)